# Procerura serrata
Procerura serrata är en urinsektsart som beskrevs av John Tenison Salmon 1941. Procerura serrata ingår i släktet Procerura och familjen Isotomidae. Inga underarter finns listade i Catalogue of Life.